# سندرم کوشینگ
سندرم کوشینگ (Cushing's syndrome) در اثر افزایش فعالیت قشر غده آدرنال ایجاد می‌شود که می تواند با کاهش دفع کلیوی سدیم موجب هایپرناترمی شود و این نشانگان را هایپرکورتیزولیسم (افزایش کورتیزول) نیز می‌نامند. این بیماری می‌تواند در اثر مصرف بیش از حد کورتیکواستروئیدها، ترشح بالای Adrenocorticotropic hormone) ACTH) یا هایپرپلازی کورتکس آدرنال باشد. تولید زیاد کورتیکو استروئیدهای درون‌زا (آندوژن) ممکن است علل مختلفی داشته باشد، از جمله تومور هیپوفیز که ACTH ترشح کرده و موجب افزایش ترشح هورمون‌های قشر آدرنال بیش از حد طبیعی می‌گردد.

## تظاهرات بالینی
توقف رشد، چاقی (به صورت چاقی مرکزی (تنه))، و همچنین تجمع چربی در گردن و منطقه بالای ترقوه (گردن بوفالویی)، لاغری نسبی دیگر اندام‌ها، پوست نازک و شکننده و اکیموز (خون‌مردگی)، خطوط ارغوانی در شکم (خطوط استریا)، رشد مو در صورت (هیرسوتیسم)، ضعف و خستگی، عدم تحمل گلوکز، صورت گرد شبیه قرص ماه (moonfaced)، تغییر در الگوی خواب بیمار به علت تغییر در الگوی ترشح کورتیزول، ادم اندام‌ها، بروز جوش (آکنه) در صورت به علت افزایش چربی پوست، آتروفی پستان، قطع قاعدگی، کلفتی صدای بیمار و کاهش میل جنسی هم در زنان و هم مردان از نشانگان بالینی وجود سندرم کوشینگ هستند.

## بررسی و یافته‌های تشخیصی
نشانه‌های آزمایشگاهی نشانگان کوشینگ شامل افزایش سطح سدیم و گلوکز سرم و کاهش غلظت پتاسیم، کاهش تعداد ائوزوینوفیلهای خون، تست سرکوب شبانه با دگزامتازون رایجترین تست غربالگری در سندرم کوشینگ است که به صورت سرپایی (۱ mgr) دگزامتازون را در ساعت ۱۱ شب خوراکی تجویز می‌کنند و سطح کورتیزول پلاسما را ساعت ۸ صبح روز بعد اندازه‌گیری می‌کنند. در بیماران کوشینگی وجود قند در ادرار و سطح کورتیزول سرم بالاست.

### عوارض کوشینگ یا کورتیزول بالا در صورت عدم پیگیری و درمان
- در چشم: آب مروارید و گلوکوم.
- در سیستم قلبی عروقی: هایپرتانسیون و نارسایی قلبی.
- در استخوانها: استئوپورز، نکروز آسپتیک گردن ران (فمور)، شکستگیهای فشاری مهره‌ها.
- در سیستم ایمنی: اختلال در ترمیم زخم، افزایش استعداد ابتلا به عفونت.ترمور بازوفیلک هیپوفیز.

اغلب موارد کوشینگ ناشی از هیپرپلازی دو طرفه قشر آدرنال و تولید نابجای ACTH و تومورهای آدرنال باشد. میزان وقوع هیپرپلازی آدرنال وابسته به هیپوفیز، در زنان سه برابر مردان است.
سندرم کوشینگ اکتوپیک به دلیل ترشح نابجای ACTH ده تا پانزده درصد علل هیپرکورتیزولیسم را شامل می‌شود. این سندرم اغلب توسط انواع سرطانها مانند Oat.cell.carcinoma، برونکوژنیک کارسینوئید، کارسینوئید تیموس، تومورپانکراس، فئوکروموسیتوم، کارسینوئید ریه و مدیاستن و کارسینوم مدولای تیروئید به‌وجود می‌آید. اغلب در سن بالا و جنس مذکر شایعتر می‌باشد و علایم بالینی سندرم کوشینگ را دارا نمی‌باشد و معمولاً تظاهرات هیپرکوتیزولیسم به صورت آلکالوزمتابولیک، هیپوکالمی، عدم تحمل گلوکز، هیپرپیگمانتاسیون، کم خونی و کاهش وزن است. غالباً در این سندرم کورتیزول و متابولیت‌های ادراری آن و آندروژنهای آدرنال بالا می‌باشد و معمولاً با تست مهاری دگزامتازون سطوح بالای آن‌ها مهار نمی‌شود.

## درمان سندرم کوشینگ
وقتی سندرم به جای تومور آدرنال به علت وجود تومور در هیپوفیز باشد درمان بر روی هیپوفیز متمرکز می‌شود. برداشتن جراحی تومور از طریق ترانس اسفنوئید هیپوفیزکتومی درمانی انتخابی بوده و میزان موفقیت ۹۰٪ است.
اگر سندرم کوشینگ به علت ترشح نابجای ACTH از یک تومور غیرقابل جراحی باشد. برای تخفیف علائم پرکاری آدرنال می‌توان از مهارکننده‌های آنزیمی آدرنال مانند متی راپون، آمینوگلوتتماید، میتوتان و کتوکونازول استفاده کرد.

## روش‌های خانگی برای کمک به درمان مشکلات
به‌طور کلی استفاده از یک رژیم ضد التهابی، داشتن یک پشتیبان احساسی، کمک به هورمون‌ها با ورزش، استراحت کردن و دوری از استرس و استفاده از گیاهان از جمله‌راهکارهای پیشنهاد شده برای افراد دارای نشانگان کوشینگ هستند.

### کاهش کامل مصرف مواد دارای سدیم مانند نمک
کسانی که نشانگان کوشینگ در آنها مشاهده می‌شود باید حتماً به‌طور ویژه از مصرف مواد دارای سدیم خودداری کنند، از جمله به عنوان مثال مصرف نمک را قطع کنند یا به حداقل ممکن برسانند.

### استفاده از کلسیم و ویتامین دی
افراد دارای نشانگان کوشینگ باید از تأمین کلسیم بدن خود مطمئن باشند، از این رو به آنها استفاده از مولتی‌ویتامین‌های دارای کلسیم و ویتامین دی توصیه می‌شود.

### کاهش مصرف کلسترول
اجتناب کامل از غذاهای چرب امری بسیار جدی و اساسی به منظور کاهش اثرات نشانگان کوشینگ می‌باشد؛ و خوردن غذاهایی با فیبر زیاد به‌جای غذاهای چرب اکیداً توصیه شده‌است، خوراکی‌هایی مانند لوبیا، سیب، گلابی، جو و آلو می‌توانند با جایگزین شدن به جای غذاهای چرب به کاهش اثرات کلسترول بر بدن انسان کمک کند.

### کاهش در مصرف الکل
دیده شده در افرادی که بیش از اندازه الکل مصرف می‌کنند، نشانگان کوشینگ شدت داشته‌است.

### استفاده از رژیم‌های ضد التهابی
رژیم ضد التهابی، رژیمی است که در آن کاهش میزان مصرف مواد مصنوعی، دانه‌های فرآوری شده، کافئین، الکل، قند و سدیم به وقوع بپیوندد و چربی‌های سالم مانند امگا ۳ در آن استفاده شود که این چربی‌های سالم در غذاهای دریایی، آجیل و دانه‌جات، روغن زیتون و روغن نارگیل وجود دارند پس در رژیم غذایی هر روزهٔ فرد می‌بایست این مواد موجود باشد و جایگزین مواد مضر بشود.
همچنین خوراکی‌های دارای کلسیم، پتاسیم و منیزیم برای یک فرد با نشانگان کوشینگ، می‌توانند مفید باشند. در نتیجه مصرف ماست، غذاهای دریایی مانند ماهی قزل آلا، لوبیا و انواع دیگر حبوبات، سبزیجات برگ سبز، سبزیجاتی مانند بروکلی و آجیل توصیه شده‌است.

### استفاده از تکنیک‌های ریلکسیشن
عدم داشتن استرس از نکات مهمی است و فرد با آموختن و به‌کارگیری راهکارهایی باید برای دست‌یابی به آرامش و رفع استرس‌ها از آنها استفاده کند، از جمله‌روش‌های مفید برای رفع استرس‌ها، مدیتیشن کردن و تمرین تنفس عمیق و ماساژ توصیه شده‌است.